# 天主教馬當總教區
天主教馬當總教區（拉丁語：Archidioecesis Madangana）是巴布亞紐幾內亞一個羅馬天主教教省總教區，下轄四個教區。此總教區是該國四個總教區之一。

## 歷史
1896年2月24日設威廉皇帝地宗座監牧區，1923年11月23日升為東紐幾內亞宗座代牧區，1966年11月15日升為總教區。

## 現況
2004年有教友142,000人（佔轄區總人口49.8%）、廿八個堂區、卅九名司鐸。現任總主教為安多尼·巴爾，榮休總主教為本篤·托-瓦爾平、威廉·若瑟·庫爾茨和斯德望·若瑟·雷切特。